# Alfons de Borbó i de Borbó-Dues Sicílies
Alfons de Borbó i Borbó Dues-Sicílies (en castellà: Alfonso de Borbón y Borbón-Dos Sicílias) (Roma, Regne d'Itàlia, 3 d'octubre de 1941 – Estoril, Portugal, 29 de març de 1956), infant d'Espanya, era el fill petit dels comtes de Barcelona, Joan de Borbó i Maria de la Mercè de Borbó-Dues Sicílies, i germà del rei Joan Carles I d'Espanya.

## Biografia
Va néixer el 3 d'octubre de 1941 a l'Hospital Anglo-Americà de Roma, ciutat on la Família Reial espanyola havia fixat la seva residència a l'exili. Va ser batejat amb els noms d'Alfons Cristí Teresa Àngel Francesc d'Assís de Tots els Sants.
A l'estiu de 1942 va passar a viure amb tota la família a Lausana (Suïssa), on havia fixat la residència la seva àvia, la reina Victòria Eugènia, vídua d'Alfons XIII. A principis de 1946 va anar a viure a Estoril (Portugal), on es va mudar la família i lloc on els seus pares, els comtes de Barcelona, van acabar establint finalment la seva residència familiar durant molts anys.
Va ser enviat a estudiar a Espanya l'any 1950 a la ciutat basca de Sant Sebastià.
El 29 de març de 1956, coincidint amb la Setmana Santa, va morir a la residència familiar d'Estoril a conseqüència d'un tret disparat pel seu germà Joan Carles amb un revòlver. Va ser enterrat a Portugal fins que les seves despulles van ser traslladades al Panteó d'Infants del Monestir de San Lorenzo de El Escorial el 15 d'octubre de 1992.

### Mort i enterrament
El març de 1956, l'infant Alfons i el seu germà Joan Carles van anar a Portugal a passar les vacances de Setmana Santa amb la seva família a Estoril. En aquell moment, Alfons estudiava batxillerat i el seu germà havia començat la formació militar a l'Acadèmia General Militar de Saragossa.
El dia 29, Dijous Sant, Joan Carles i Alfons es trobaven al vespre a la mateixa sala de la casa familiar. Van començar a jugar amb un petit revòlver de calibre 22 quan en un moment donat Joan Carles, que estava en possessió de l'arma, va disparar i, al voltant de les vuit, l'infant Alfons va morir del tret accidental que va rebre al cap, que va ocasionar-li una mort immediata.

La versió oficial del Govern espanyol, imposada en persona pel dictador Francisco Franco, va silenciar els detalls sobre els fets. Tanmateix, al cap de pocs dies ja era vox populi que l'infant Joan Carles era qui sostenia l'arma en el moment de disparar el tret mortal. El comunicat oficial emès per l'ambaixada espanyola a Portugal va ser el següent:
| «                                | Català: Mentre Sa Altesa l'infant Alfons netejava un revòlver aquella nit amb el seu germà, es va disparar un tret que li va arribar al cap i el va matar en pocs minuts. L'accident es va produir a les 20:30, després que l'Infant tornés del servei religiós de Dijous Sant, en el transcurs del qual havia rebut la santa comunió. | Castellà: Mientras su Alteza el Infante Alfonso limpiaba un revólver aquella noche con su hermano, se disparó un tiro que le alcanzó la frente y le mató en pocos minutos. El accidente se produjo a las 20:30, después de que el Infante volviera del servicio religioso del Jueves Santo, en el transcurso del cual había recibido la santa comunión. | » |
| — Ambaixada espanyola a Portugal | | |   |

Les circumstàncies exactes en què es va desenvolupar l'homicidi no es coneixen amb seguretat i les versions varien segons quina és la font. El mateix Joan Carles hauria admès a un amic seu que havia premut el gallet sense saber que l'arma estava carregada. La comtessa de Barcelona, en la seva autobiografia, va suggerir la possibilitat que el seu fill Joan Carles hagués apuntat de broma al seu germà i l'hagués disparat sense adonar-se que l'arma estava carregada. Una altra versió, suggerida per la infanta Pilar, germana d'Alfons i Joan Carles, apunta que el germà petit va obrir sobtadament la porta de la sala i va colpejar el braç de Joan Carles que involuntàriament va accionar el gallet.
L'infant Alfons va ser enterrat el 31 de març al cementiri de Cascais. Finalitzat el sepeli, el comte de Barcelona, Joan de Borbó, va tirar al mar el revòlver que havia causat la mort del seu fill.
L'infant Jaume de Borbó, germà del comte de Barcelona, va criticar la gestió de la tragèdia per part del seu germà i va exigir que es dugués a terme una investigació judicial dels fets.
Durant trenta-sis anys, l'infant Alfons va seguir enterrat a Portugal fins que a petició del seu pare les restes van ser traslladades a Espanya. A l'octubre de 1992 es va desenterrar el fèretre que va ser traslladat al Palau del Pardo on va restar la nit del 14 al 15 d'octubre. El dia 15, va ser traslladat al Monestir de San Lorenzo de El Escorial on es va celebrar una breu i íntima cerimònia religiosa abans de l'enterrament definitiu al Panteó d'Infants.

## Ascendents
|  |                                                                          |  |  |  |  |  |  |  |  |  |  |  |  |  |  |  |
|  | 16. Francesc d'Assís de Borbó                                            |  |  |  |  |  |  |  |  |  |  |  |  |  |  |  |
|  |                                                                          |  |  |  |  |  |  |  |  |  |  |  |  |  |  |  |
|  |                                                                          |  |  |  |  |  |  |  |  |  |  |  |  |  |  |  |
|  | 8. Alfons XII, rei d'Espanya                                             |  |  |  |  |  |  |  |  |  |  |  |  |  |  |  |
|  |                                                                          |  |  |  |  |  |  |  |  |  |  |  |  |  |  |  |
|  |                                                                          |  |  |  |  |  |  |  |  |  |  |  |  |  |  |  |
|  | 17. Isabel II, reina d'Espanya                                           |  |  |  |  |  |  |  |  |  |  |  |  |  |  |  |
|  |                                                                          |  |  |  |  |  |  |  |  |  |  |  |  |  |  |  |
|  |                                                                          |  |  |  |  |  |  |  |  |  |  |  |  |  |  |  |
|  | 4. Alfons XIII, rei d'Espanya                                            |  |  |  |  |  |  |  |  |  |  |  |  |  |  |  |
|  |                                                                          |  |  |  |  |  |  |  |  |  |  |  |  |  |  |  |
|  |                                                                          |  |  |  |  |  |  |  |  |  |  |  |  |  |  |  |
|  | 18. Carles Ferran d'Àustria                                              |  |  |  |  |  |  |  |  |  |  |  |  |  |  |  |
|  |                                                                          |  |  |  |  |  |  |  |  |  |  |  |  |  |  |  |
|  |                                                                          |  |  |  |  |  |  |  |  |  |  |  |  |  |  |  |
|  | 9. Maria Cristina d'Àustria                                              |  |  |  |  |  |  |  |  |  |  |  |  |  |  |  |
|  |                                                                          |  |  |  |  |  |  |  |  |  |  |  |  |  |  |  |
|  |                                                                          |  |  |  |  |  |  |  |  |  |  |  |  |  |  |  |
|  | 19. Elisabet d'Àustria                                                   |  |  |  |  |  |  |  |  |  |  |  |  |  |  |  |
|  |                                                                          |  |  |  |  |  |  |  |  |  |  |  |  |  |  |  |
|  |                                                                          |  |  |  |  |  |  |  |  |  |  |  |  |  |  |  |
|  | 2. Joan de Borbó i Battenberg                                            |  |  |  |  |  |  |  |  |  |  |  |  |  |  |  |
|  |                                                                          |  |  |  |  |  |  |  |  |  |  |  |  |  |  |  |
|  |                                                                          |  |  |  |  |  |  |  |  |  |  |  |  |  |  |  |
|  | 20. Alexandre de Hessen-Darmstadt                                        |  |  |  |  |  |  |  |  |  |  |  |  |  |  |  |
|  |                                                                          |  |  |  |  |  |  |  |  |  |  |  |  |  |  |  |
|  |                                                                          |  |  |  |  |  |  |  |  |  |  |  |  |  |  |  |
|  | 10. Enric de Battenberg                                                  |  |  |  |  |  |  |  |  |  |  |  |  |  |  |  |
|  |                                                                          |  |  |  |  |  |  |  |  |  |  |  |  |  |  |  |
|  |                                                                          |  |  |  |  |  |  |  |  |  |  |  |  |  |  |  |
|  | 21. Júlia von Hauke                                                      |  |  |  |  |  |  |  |  |  |  |  |  |  |  |  |
|  |                                                                          |  |  |  |  |  |  |  |  |  |  |  |  |  |  |  |
|  |                                                                          |  |  |  |  |  |  |  |  |  |  |  |  |  |  |  |
|  | 5. Victòria Eugènia de Battenberg                                        |  |  |  |  |  |  |  |  |  |  |  |  |  |  |  |
|  |                                                                          |  |  |  |  |  |  |  |  |  |  |  |  |  |  |  |
|  |                                                                          |  |  |  |  |  |  |  |  |  |  |  |  |  |  |  |
|  | 22. Albert de Saxònia-Coburg Gotha                                       |  |  |  |  |  |  |  |  |  |  |  |  |  |  |  |
|  |                                                                          |  |  |  |  |  |  |  |  |  |  |  |  |  |  |  |
|  |                                                                          |  |  |  |  |  |  |  |  |  |  |  |  |  |  |  |
|  | 11. Beatriu del Regne Unit                                               |  |  |  |  |  |  |  |  |  |  |  |  |  |  |  |
|  |                                                                          |  |  |  |  |  |  |  |  |  |  |  |  |  |  |  |
|  |                                                                          |  |  |  |  |  |  |  |  |  |  |  |  |  |  |  |
|  | 23. Victòria I, reina del Regne Unit i d'Irlanda i emperatriu de l'Índia |  |  |  |  |  |  |  |  |  |  |  |  |  |  |  |
|  |                                                                          |  |  |  |  |  |  |  |  |  |  |  |  |  |  |  |
|  |                                                                          |  |  |  |  |  |  |  |  |  |  |  |  |  |  |  |
|  | 1. Alfons de Borbó                                                       |  |  |  |  |  |  |  |  |  |  |  |  |  |  |  |
|  |                                                                          |  |  |  |  |  |  |  |  |  |  |  |  |  |  |  |
|  |                                                                          |  |  |  |  |  |  |  |  |  |  |  |  |  |  |  |
|  | 24. Ferran II, rei de les Dues Sicílies                                  |  |  |  |  |  |  |  |  |  |  |  |  |  |  |  |
|  |                                                                          |  |  |  |  |  |  |  |  |  |  |  |  |  |  |  |
|  |                                                                          |  |  |  |  |  |  |  |  |  |  |  |  |  |  |  |
|  | 12. Alfons de Borbó-Dues Sicílies                                        |  |  |  |  |  |  |  |  |  |  |  |  |  |  |  |
|  |                                                                          |  |  |  |  |  |  |  |  |  |  |  |  |  |  |  |
|  |                                                                          |  |  |  |  |  |  |  |  |  |  |  |  |  |  |  |
|  | 25. Maria Teresa d'Àustria                                               |  |  |  |  |  |  |  |  |  |  |  |  |  |  |  |
|  |                                                                          |  |  |  |  |  |  |  |  |  |  |  |  |  |  |  |
|  |                                                                          |  |  |  |  |  |  |  |  |  |  |  |  |  |  |  |
|  | 6. Carles de Borbó-Dues Sicílies                                         |  |  |  |  |  |  |  |  |  |  |  |  |  |  |  |
|  |                                                                          |  |  |  |  |  |  |  |  |  |  |  |  |  |  |  |
|  |                                                                          |  |  |  |  |  |  |  |  |  |  |  |  |  |  |  |
|  | 26. Francesc de Borbó-Dues Sicílies                                      |  |  |  |  |  |  |  |  |  |  |  |  |  |  |  |
|  |                                                                          |  |  |  |  |  |  |  |  |  |  |  |  |  |  |  |
|  |                                                                          |  |  |  |  |  |  |  |  |  |  |  |  |  |  |  |
|  | 13. Maria Antonieta de Borbó-Dues Sicílies                               |  |  |  |  |  |  |  |  |  |  |  |  |  |  |  |
|  |                                                                          |  |  |  |  |  |  |  |  |  |  |  |  |  |  |  |
|  |                                                                          |  |  |  |  |  |  |  |  |  |  |  |  |  |  |  |
|  | 27. Maria Isabel d'Àustria-Toscana                                       |  |  |  |  |  |  |  |  |  |  |  |  |  |  |  |
|  |                                                                          |  |  |  |  |  |  |  |  |  |  |  |  |  |  |  |
|  |                                                                          |  |  |  |  |  |  |  |  |  |  |  |  |  |  |  |
|  | 3. Maria de la Mercè de Borbó-Dues Sicílies                              |  |  |  |  |  |  |  |  |  |  |  |  |  |  |  |
|  |                                                                          |  |  |  |  |  |  |  |  |  |  |  |  |  |  |  |
|  |                                                                          |  |  |  |  |  |  |  |  |  |  |  |  |  |  |  |
|  | 28. Ferran Felip d'Orleans                                               |  |  |  |  |  |  |  |  |  |  |  |  |  |  |  |
|  |                                                                          |  |  |  |  |  |  |  |  |  |  |  |  |  |  |  |
|  |                                                                          |  |  |  |  |  |  |  |  |  |  |  |  |  |  |  |
|  | 14. Felip d'Orleans                                                      |  |  |  |  |  |  |  |  |  |  |  |  |  |  |  |
|  |                                                                          |  |  |  |  |  |  |  |  |  |  |  |  |  |  |  |
|  |                                                                          |  |  |  |  |  |  |  |  |  |  |  |  |  |  |  |
|  | 29. Helena de Mecklenburg-Schwerin                                       |  |  |  |  |  |  |  |  |  |  |  |  |  |  |  |
|  |                                                                          |  |  |  |  |  |  |  |  |  |  |  |  |  |  |  |
|  |                                                                          |  |  |  |  |  |  |  |  |  |  |  |  |  |  |  |
|  | 7. Lluïsa d'Orleans                                                      |  |  |  |  |  |  |  |  |  |  |  |  |  |  |  |
|  |                                                                          |  |  |  |  |  |  |  |  |  |  |  |  |  |  |  |
|  |                                                                          |  |  |  |  |  |  |  |  |  |  |  |  |  |  |  |
|  | 30. Antoni d'Orleans                                                     |  |  |  |  |  |  |  |  |  |  |  |  |  |  |  |
|  |                                                                          |  |  |  |  |  |  |  |  |  |  |  |  |  |  |  |
|  |                                                                          |  |  |  |  |  |  |  |  |  |  |  |  |  |  |  |
|  | 15. Maria Isabel d'Orleans                                               |  |  |  |  |  |  |  |  |  |  |  |  |  |  |  |
|  |                                                                          |  |  |  |  |  |  |  |  |  |  |  |  |  |  |  |
|  |                                                                          |  |  |  |  |  |  |  |  |  |  |  |  |  |  |  |
|  | 31. Lluïsa Ferranda d'Espanya                                            |  |  |  |  |  |  |  |  |  |  |  |  |  |  |  |
|  |                                                                          |  |  |  |  |  |  |  |  |  |  |  |  |  |  |  |
|  |                                                                          |  |  |  |  |  |  |  |  |  |  |  |  |  |  |  |

## Tractament i títol
Aquest va ser el tractament i títol que l'infant va ostentar en vida:
- Sa Altesa Reial l'infant Alfons d'Espanya (3 d'octubre de 1941 - 29 de març de 1956).

## Distincions

### Distincions honorífiques espanyoles
- Cavaller de la Reial Germandat del Sant Calze de València (Regne d'Espanya, 29 de setembre de 1953).[16]